# Ada Smith
Pour les articles homonymes, voir Ada Smith (homonymie) et Smith.
Ada Smith, née le 24 juin 1903 à Leigh et morte en août 1994 à Atherton, est une gymnaste artistique britannique.

## Carrière
Ada Smith remporte aux Jeux olympiques d'été de 1928 à Amsterdam la médaille de bronze du concours général par équipes féminin avec Amy Jagger, Carrie Pickles, Annie Broadbent, Jessie Kite, Lucy Desmond, Doris Woods, Margaret Hartley, Queenie Judd, Midge Moreman, Ethel Seymour et Hilda Smith.